# Mézelőméhek
A mézelőméhek (Apinae) a méhek öregcsaládjának (Apoinea), a méhfélék (Apidae) családjának egyik alcsaládja.

## Rendszerezés
Az alcsaládba az alábbi nemzetségek és nemek tartoznak:

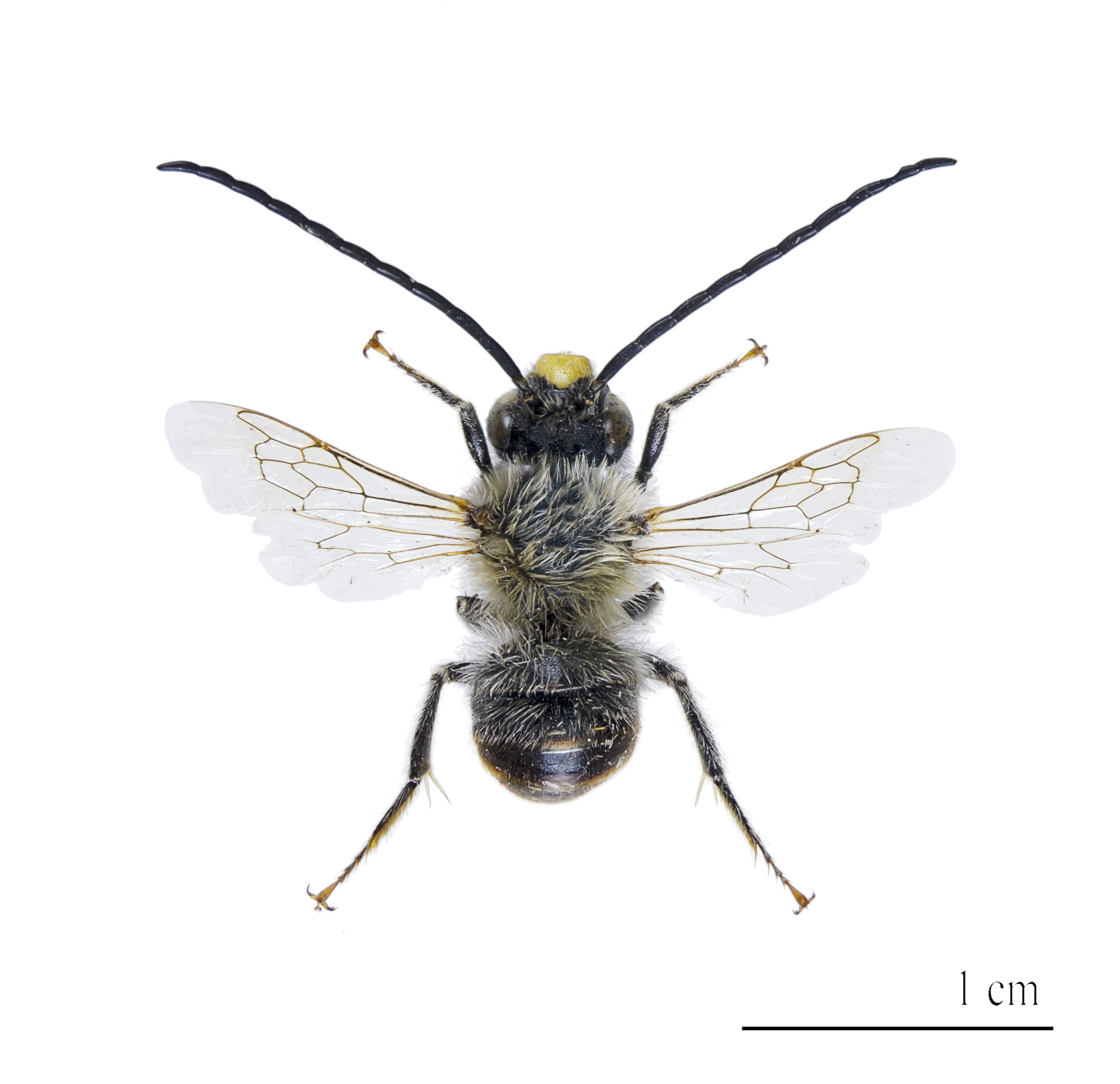
Eucera nigrescens

- Ancylini
  - Ancyla
  - Tarsalia
- Anthophorini
  - Amegilla
  - Anthophora
  - Deltoptila
  - Elaphropoda
  - Habrophorula
  - Habropoda
  - Pachymelus
- Apini
  - Apis
- Poszméhek (Bombini)
  - Bombus
- Centridini
  - Centris
  - Epicharis
- Ctenoplectrini
  - Ctenoplectra
  - Ctenoplectrina
- Emphorini
  - Alepidosceles
  - Ancyloscelis
  - Diadasia
  - Diadasina
  - Meliphilopsis
  - Melitoma
  - Melitomella
  - Ptilothrix
  - Toromelissa
- Ericrocidini
  - Acanthopus
  - Aglaomelissa
  - Ctenioschelus
  - Epiclopus
  - Ericrocis
  - Hopliphora
  - Mesocheira
  - Mesonychium
  - Mesoplia
- Eucerini
  - Agapanthinus
  - Alloscirtetica
  - Canephorula
  - Cemolobus
  - Cubitalia
  - Eucera Eucera nigrescens
  - Eucerinoda
  - Florilegus
  - Gaesischia
  - Gaesochira
  - Hamatothrix
  - Lophothygater
  - Martinapis
  - Melissodes
  - Melissoptila
  - Micronychapis
  - Mirnapis
  - Notolonia
  - Pachysvastra
  - Peponapis
  - Platysvastra
  - Santiago (nem)
  - Simanthedon
  - Svastra
  - Svastrides
  - Svastrina
  - Syntrichalonia
  - Tetralonia
  - Tetraloniella
  - Thygater
  - Trichocerapis
  - Ulugombakia
  - Xenoglossa
- Euglossini
  - Aglae
  - Eufriesea
  - Euglossa
  - Eulaema
  - Exaerete
- Exomalopsini
  - Anthophorula
  - Chilimalopsis
  - Eremapis
  - Exomalopsis
  - Teratognatha
- Isepeolini
  - Isepeolus
  - Melectoides
- Melectini
  - Afromelecta
  - Melecta
  - Sinomelecta
  - Tetralonioidella
  - Thyreomelecta
  - Thyreus
  - Xeromelecta
  - Zacosmia
- Meliponini
  - Apotrigona
  - Austroplebeia
  - Axestotrigona
  - Camargoia
  - Cephalotrigona
  - Cleptotrigona
  - Dactylurina
  - Duckeola
  - Friesella
  - Frieseomelitta
  - Geniotrigona
  - Geotrigona
  - Heterotrigona
  - Homotrigona
  - Hypotrigona
  - Lepidotrigona
  - Lestrimelitta
  - Leurotrigona
  - Liotrigona
  - Lisotrigona
  - Lophotrigona
  - Meliplebeia
  - Melipona
  - Meliponula
  - Meliwillea
  - Mourella
  - Nannotrigona
  - Nogueirapis
  - Odontotrigona
  - Oxytrigona
  - Papuatrigona
  - Paratrigona
  - Paratrigonoides
  - Pariotrigona
  - Partamona
  - Platytrigona
  - Plebeia
  - Plebeiella
  - Plebeina
  - Ptilotrigona
  - Scaptotrigona
  - Scaura
  - Schwarziana
  - Schwarzula
  - Sundatrigona
  - Tetragona
  - Tetragonilla
  - Tetragonisca
  - Tetragonula
  - Tetrigona
  - Trichotrigona
  - Trigona
  - Trigonisca
- Osirini
  - Epeoloides
  - Osirinu
  - Osiris
  - Parepeolus
  - Protosiris
- Protepeolini
  - Leiopodus
- Rhathymini
  - Nanorhathymus
  - Rhathymus
- Tapinotaspidini
  - Arhysoceble
  - Caenonomada
  - Chalepogenus
  - Lanthanomelissa
  - Monoeca
  - Paratetrapedia
  - Tapinotaspis
  - Tapinotaspoides
  - Trigonopedia
- Tetrapediini
  - Coelioxoides
  - Tetrapedia